# 與謝郡
與謝郡（日语：／ Yosa gun */?）是位於京都府北部的郡，現管轄有以下2町：
- 伊根町
- 與謝野町

在1879年日本實施郡區町村編制法時的轄區還包括現在的宮津市大部分區域、京丹後市東部一小部分地區以及福知山市北部的一小部分地區。

## 歷史
在令制國時代屬於丹後國。16世紀末織田信長派遣細川藤孝及明智光秀攻下丹後國，與謝郡成為細川藤孝的領地，並以宮津城為居城治理此區域。關原之戰後，丹後改由京極高知入主，最初京極高知以宮津城為居城統領整個丹後，但京極高知後來將整個丹後國分為三塊分別傳給三個兒子，嫡男京極高廣獲得宮津藩。此後宮津藩多次易主，先後曾由永井氏、阿部氏、奧平氏、青山氏、本庄松平氏治領；至江戶時代結束時，與謝郡除北部部分地區屬於幕府直屬領外，大部分區域皆為宮津藩領地；明治維新後，幕府直轄領先後改隸屬府中裁判所、久美濱縣，宮津藩領地在1871年廢藩置縣後改隸屬宮津縣，同年年底的第一次府縣整併中，與謝郡全境被劃入豐岡縣，直到1876年的第二次府縣整併中被改劃入京都府。
1879年實施郡區町村編制法，正式的設置了近代的行政區劃「與謝郡」，郡役所設於宮津（位於現在的宮津市）。

### 沿革

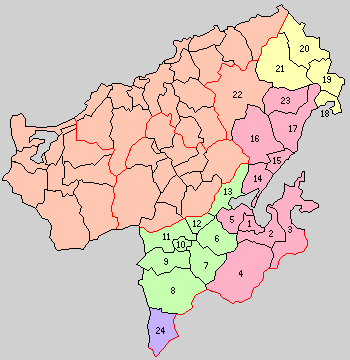
1889年與謝郡轄下的行政區劃：
1.宮津町 2.城東村 3.栗田村 4.上宮津村 5.吉津村 6.石川村 7.桑飼村 8.與謝村 9.加悦町 10.三河內村 11.市場村 12.山田村 13.岩瀧村 14.府中村 15.日置村 16.世屋村 17.養老村 18.伊根村 19.朝妻村 20.本庄村 21.筒川村 22.野間村 23.日谷村 24.雲原村
（紫色：現屬福知山市、紅色：現屬宮津市、橙色：現屬京丹後市、黄色：現屬伊根町、綠色：現屬與謝野町））

- 1889年04月1日：實施町村制，與謝郡下設：宮津町（日语：宮津町）、城東村（日语：城東村 (京都府)）、栗田村（日语：栗田村 (京都府)）、上宮津村（日语：上宮津村）、吉津村（日语：吉津村 (京都府)）、石川村（日语：石川村 (京都府)）、桑飼村（日语：桑飼村）、與謝村（日语：与謝村）、加悦町（日语：加悦町）、三河內村（日语：三河内村）、市場村（日语：市場村 (京都府)）、山田村（日语：山田村 (京都府)）、岩瀧村、府中村（日语：府中村 (京都府)）、日置村（日语：日置村 (京都府)）、世屋村（日语：世屋）、養老村（日语：養老村 (京都府)）、伊根村（日语：伊根村）、朝妻村（日语：朝妻村）、本村、筒川村（日语：筒川村）、野間村（日语：野間村 (京都府)）、日谷村（日语：日ケ谷村）、雲原村（日语：雲原村）。（2町22村）
- 1894年10月12日：市場村的岩屋地區分出設置為岩屋村（日语：岩屋村 (京都府)）。（2町23村）
- 1899年07月1日：實施郡制（日语：郡制），設立郡參事會（日语：郡参事会）。
- 1902年04月1日：雲原村改隸屬天田郡。（2町22村）
- 1921年04月1日：岩瀧村改制為岩瀧町（日语：岩滝町）。（3町21村）
- 1923年04月1日：廢除郡會和郡參事會。
- 1924年09月1日：城東村被併入宮津町。（3町20村）
- 1926年07月1日：廢除郡役所，此後郡不再作為行政區劃，只作為地名的表示。
- 1948年04月1日：野間村改隸屬竹野郡。（3町19村）
- 1951年04月1日：上宮津村被併入宮津町。（3町18村）
- 1954年06月1日：宮津町、栗田村、吉津村、府中村、日置村、世屋村、養老村、日谷村合併為宮津市，並脫離與謝郡。（2町11村）
- 1954年11月3日：伊根村、朝妻村、本庄村、筒川村合併為伊根町。（3町7村）
- 1954年12月1日：桑飼村、與謝村、加悦町合併為新設置的加悦町。（3町5村）
- 1955年03月1日：三河內村、岩屋村、市場村、山田村、石川村合併為野田川町（日语：野田川町）。（4町）
- 2006年03月1日：加悦町、岩瀧町、野田川町合併為與謝野町。[2]（2町）

### 變遷表
| 1889年4月1日 | 1889年 - 1926年           | 1926年 - 1944年           | 1945年 - 1954年           | 1945年 - 1954年           | 1955年 - 1988年           | 1989年 - 现在               | 现在                        |
| ------------ | ------------------------- | ------------------------- | ------------------------- | ------------------------- | ------------------------- | --------------------------- | --------------------------- |
| 宮津町       | 宮津町                    | 宮津町                    | 宮津町                    | 1954年6月1日 宮津市       | 1954年6月1日 宮津市       | 1954年6月1日 宮津市         | 1954年6月1日 宮津市         |
| 城東村       | 1924年9月1日 併入宮津町   | 宮津町                    | 宮津町                    | 1954年6月1日 宮津市       | 1954年6月1日 宮津市       | 1954年6月1日 宮津市         | 1954年6月1日 宮津市         |
| 上宮津村     | 上宮津村                  | 上宮津村                  | 1951年4月1日 併入宮津町   | 1954年6月1日 宮津市       | 1954年6月1日 宮津市       | 1954年6月1日 宮津市         | 1954年6月1日 宮津市         |
| 栗田村       |                           |                           |                           | 1954年6月1日 宮津市       | 1954年6月1日 宮津市       | 1954年6月1日 宮津市         | 1954年6月1日 宮津市         |
| 吉津村       |                           |                           |                           | 1954年6月1日 宮津市       | 1954年6月1日 宮津市       | 1954年6月1日 宮津市         | 1954年6月1日 宮津市         |
| 府中村       |                           |                           |                           | 1954年6月1日 宮津市       | 1954年6月1日 宮津市       | 1954年6月1日 宮津市         | 1954年6月1日 宮津市         |
| 日置村       |                           |                           |                           | 1954年6月1日 宮津市       | 1954年6月1日 宮津市       | 1954年6月1日 宮津市         | 1954年6月1日 宮津市         |
| 世屋村       |                           |                           |                           | 1954年6月1日 宮津市       | 1954年6月1日 宮津市       | 1954年6月1日 宮津市         | 1954年6月1日 宮津市         |
| 養老村       |                           |                           |                           | 1954年6月1日 宮津市       | 1954年6月1日 宮津市       | 1954年6月1日 宮津市         | 1954年6月1日 宮津市         |
| 日谷村       |                           |                           |                           | 1954年6月1日 宮津市       | 1954年6月1日 宮津市       | 1954年6月1日 宮津市         | 1954年6月1日 宮津市         |
| 桑飼村       | 桑飼村                    | 桑飼村                    | 桑飼村                    | 1954年12月1日 加悅町      | 1954年12月1日 加悅町      | 2006年3月1日 與謝野町       | 2006年3月1日 與謝野町       |
| 與謝村       |                           |                           |                           | 1954年12月1日 加悅町      | 1954年12月1日 加悅町      | 2006年3月1日 與謝野町       | 2006年3月1日 與謝野町       |
| 加悅町       |                           |                           |                           | 1954年12月1日 加悅町      | 1954年12月1日 加悅町      | 2006年3月1日 與謝野町       | 2006年3月1日 與謝野町       |
| 石川村       | 石川村                    | 石川村                    | 石川村                    | 石川村                    | 1955年3月1日 野田川町     | 2006年3月1日 與謝野町       | 2006年3月1日 與謝野町       |
| 三河內村     |                           |                           |                           |                           | 1955年3月1日 野田川町     | 2006年3月1日 與謝野町       | 2006年3月1日 與謝野町       |
| 市場村       | 市場村                    | 市場村                    | 市場村                    | 市場村                    | 1955年3月1日 野田川町     | 2006年3月1日 與謝野町       | 2006年3月1日 與謝野町       |
| 市場村       | 1894年10月12日 岩屋村     |                           |                           |                           | 1955年3月1日 野田川町     | 2006年3月1日 與謝野町       | 2006年3月1日 與謝野町       |
| 山田村       |                           |                           |                           |                           | 1955年3月1日 野田川町     | 2006年3月1日 與謝野町       | 2006年3月1日 與謝野町       |
| 岩瀧村       | 1921年4月1日 岩瀧町       | 1921年4月1日 岩瀧町       | 1921年4月1日 岩瀧町       | 1921年4月1日 岩瀧町       | 1921年4月1日 岩瀧町       | 2006年3月1日 與謝野町       | 2006年3月1日 與謝野町       |
| 伊根村       | 伊根村                    | 伊根村                    | 伊根村                    | 1954年11月3日 伊根町      | 1954年11月3日 伊根町      | 1954年11月3日 伊根町        | 1954年11月3日 伊根町        |
| 朝妻村       |                           |                           |                           | 1954年11月3日 伊根町      | 1954年11月3日 伊根町      | 1954年11月3日 伊根町        | 1954年11月3日 伊根町        |
| 本村         |                           |                           |                           | 1954年11月3日 伊根町      | 1954年11月3日 伊根町      | 1954年11月3日 伊根町        | 1954年11月3日 伊根町        |
| 筒川村       |                           |                           |                           | 1954年11月3日 伊根町      | 1954年11月3日 伊根町      | 1954年11月3日 伊根町        | 1954年11月3日 伊根町        |
| 野間村       | 野間村                    | 野間村                    | 1948年4月1日 竹野郡野間村 | 1948年4月1日 竹野郡野間村 | 1955年 3月1日合併為彌榮町 | 2004年4月1日 合併為京丹後市 | 2004年4月1日 合併為京丹後市 |
| 雲原村       | 1902年4月1日 天田郡雲原村 | 1902年4月1日 天田郡雲原村 | 1902年4月1日 天田郡雲原村 | 1902年4月1日 天田郡雲原村 | 1955年4月1日 併入福知山市 | 1955年4月1日 併入福知山市   | 1955年4月1日 併入福知山市   |